# 八木遺跡公園
八木遺跡公園（やぎいせきこうえん）は、兵庫県明石市大久保町八木にある都市公園。2004年（平成16年）3月31日に供用を開始した。

## 概要
公園は南で播磨灘に面し、淡路島が望める海沿いに位置する。木製複合遊具や健康遊歩道、芝生広場、身障者用トイレなどの施設が整備されている。また、
近くには明石原人腰骨発見地やアカシゾウ化石発掘地があり、公園の名称も史跡にちなんでいる。備蓄倉庫・飲料水兼用耐震性貯水槽が設置されており、地域防災公園にもなっている。食料や毛布、ビニールシートなどの物資、救助用の資材を備蓄している。公園に専用駐車場はない。公園南側の海岸沿いには、播磨サイクリングロード・「浜の散歩道」が明石から姫路まで整備されている。 

## 主な施設
- 木製複合遊具
- 健康遊歩道
- 芝生広場
- トイレ
- 備蓄倉庫

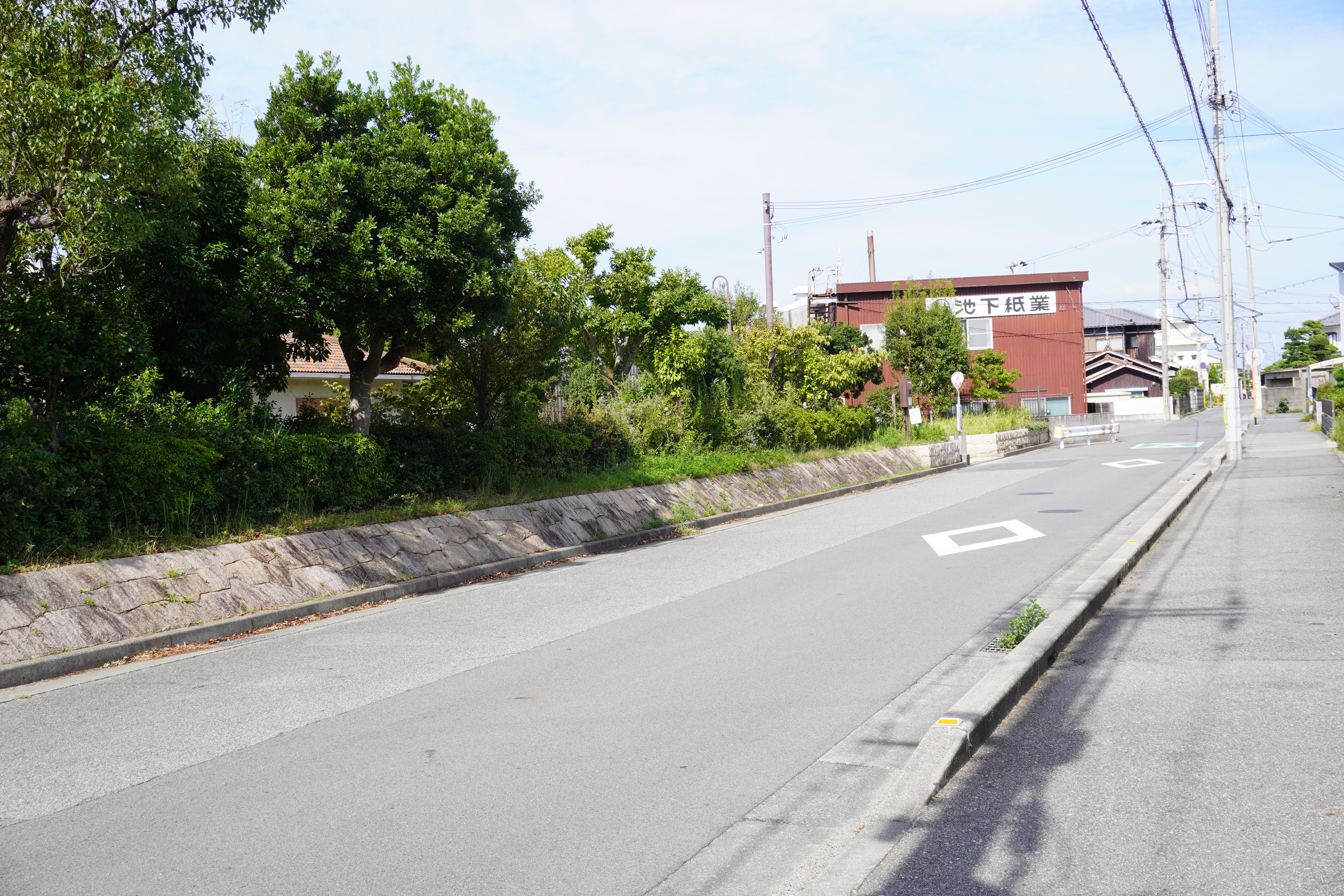
公園前
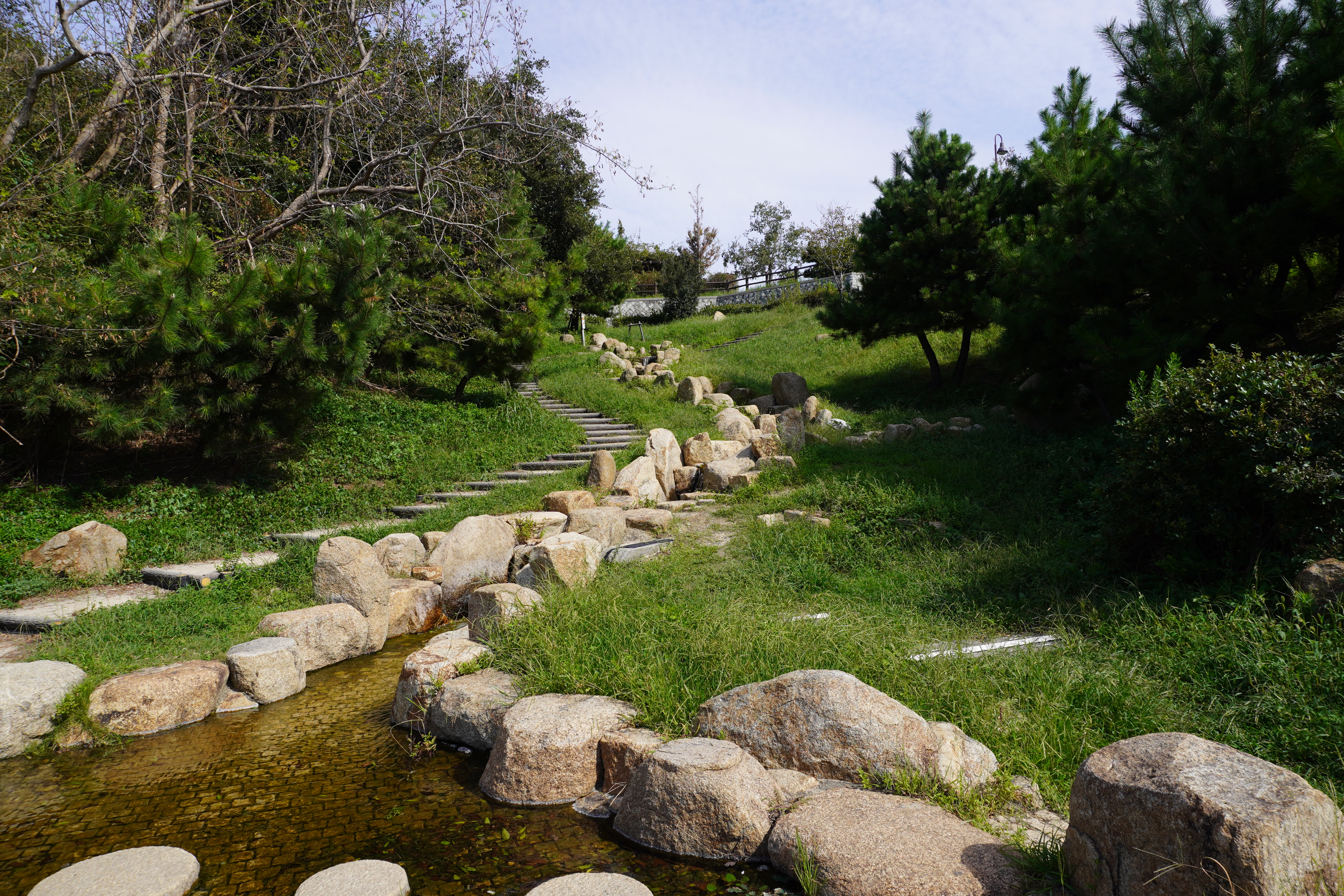
公園南遊歩道
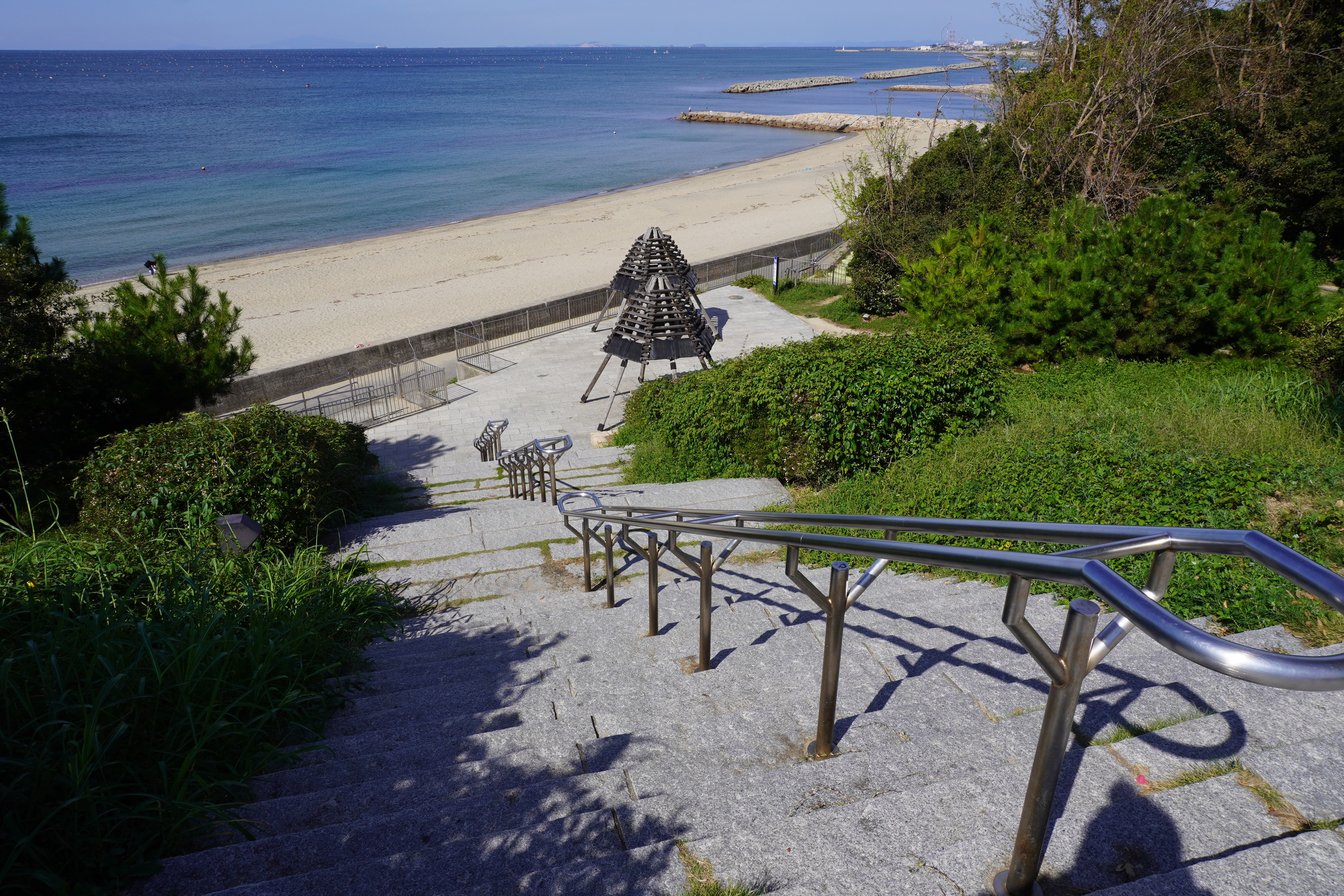
公園南階段
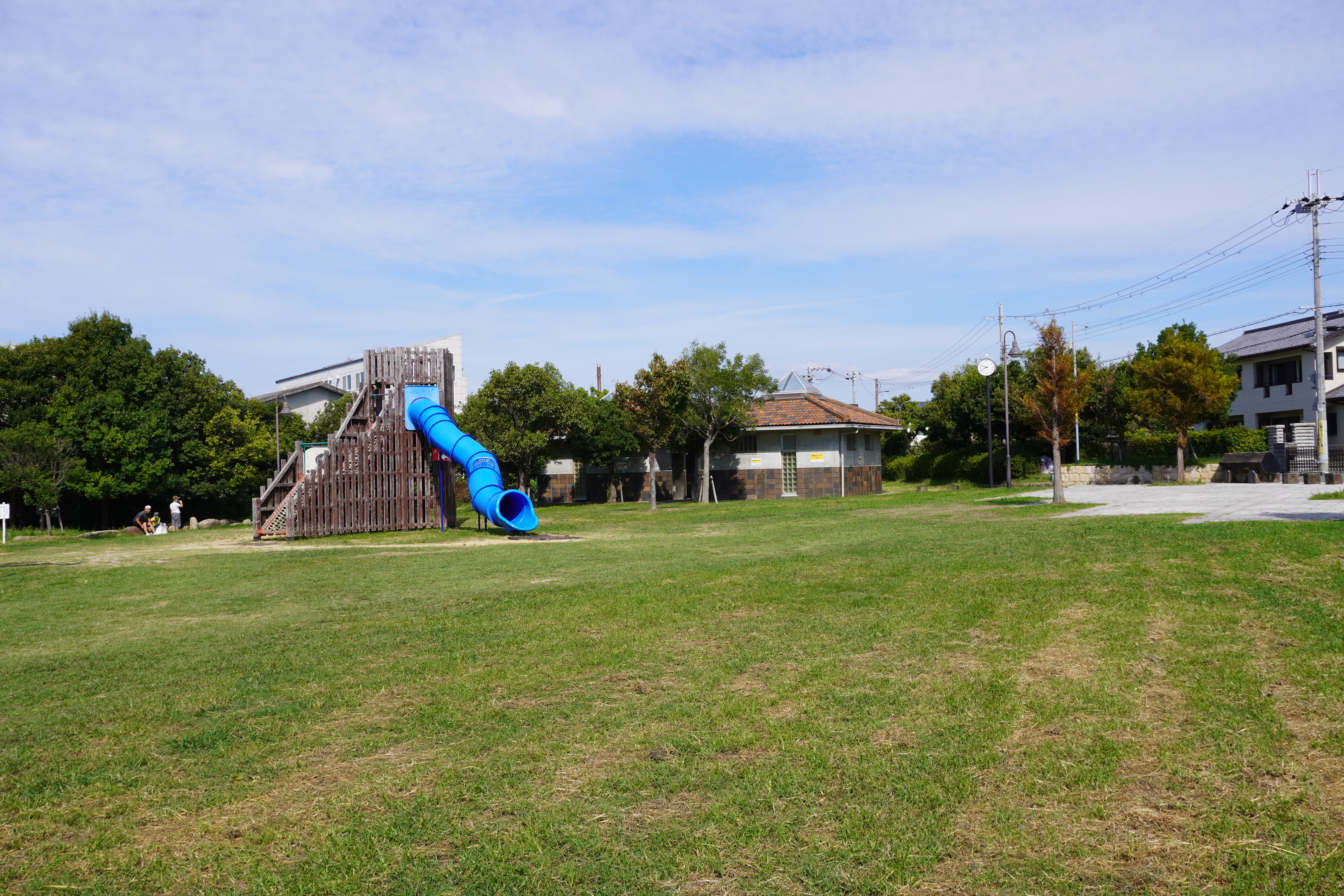
芝生広場（遊具、トイレ）
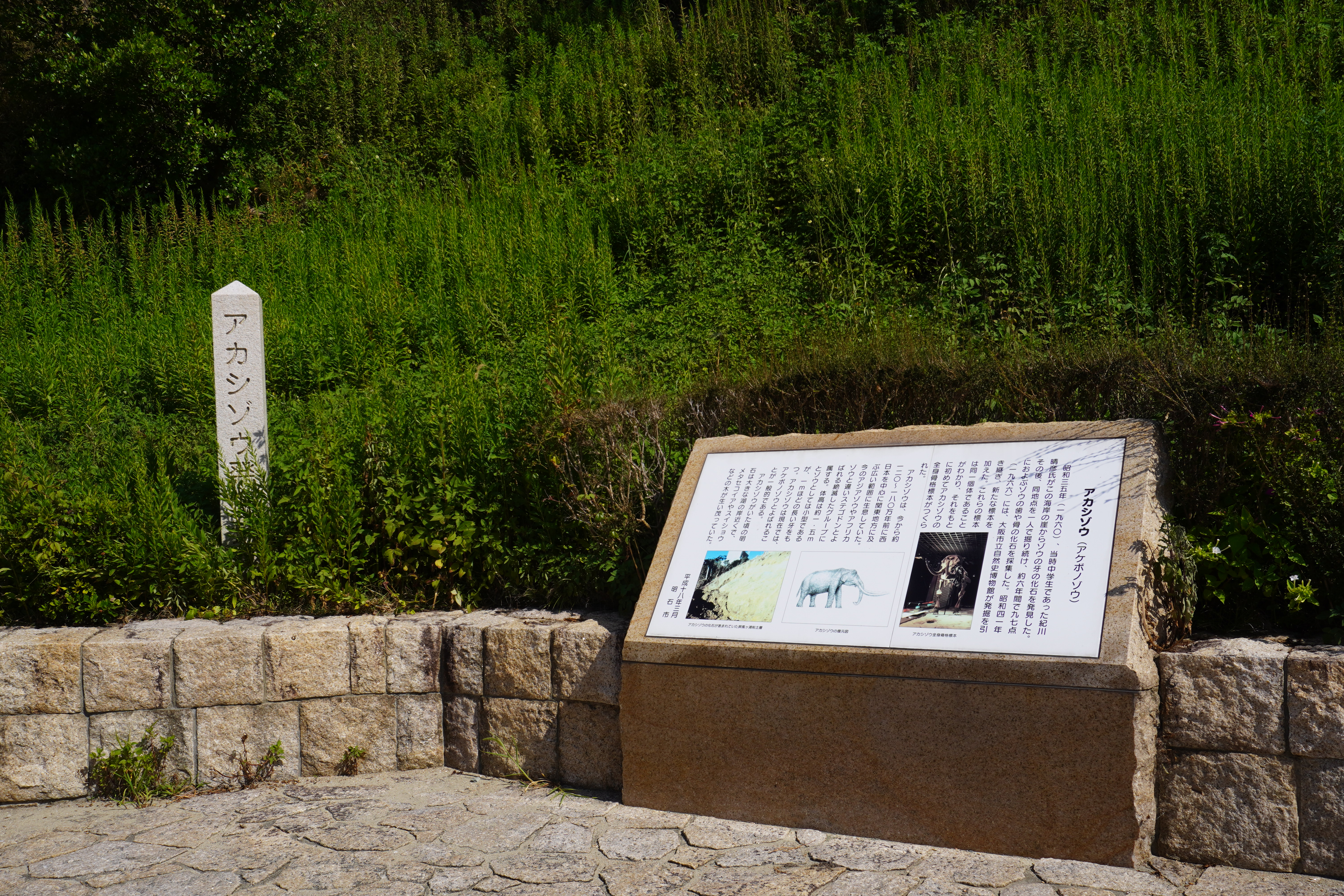
アカシゾウ発掘地（八木）

## 交通
- 電車
  - 山陽電鉄中八木駅から、南に500メートル（徒歩約5分）
  - JR西日本大久保駅南口からコミュニティバス（明石市Tacoバス）で谷八木ルート、八木遺跡公園下車
- 自動車
  - 第二神明道路大久保ICより南に6キロメートル（約15分）

## 周辺
- アカシゾウ発掘地
- 明石原人腰骨発見地
- 明石市立谷八木小学校
- 江井ヶ島港
- 山陽電鉄 中八木駅
- JR西日本 大久保駅
- JR西日本西明石駅